# أكاديمية مانشستر سيتي
أكاديمية مانشستر سيتي هي أكاديمية تابعة لنادي مانشستر سيتي الإنجليزي.

## الإنجازات

### فرقة تنمية النخبة
- كأس الدوري الممتاز الدولي
  - الفائز (1): 2014–15
- الدوري المركزي
  - الفائز (4): 1977–78، 1986–87، 1999–00، 2007–08
- كأس لانكشاير للكبار
  - الفائز (6): 1920–21، 1922–23، 1927–28، 1929–30، 1952–53، 1973–74

### الأكاديمية
- كأس الاتحاد الإنجليزي للشباب
  - الفائز (2): 1986، 2008
- دوري التطوير الاحترافي تحت 18 سنة
  - أبطال القسم الشمالي (7) 1997–98، 2007–08، 2009–10، 2013–14، 2015–16، 2016–17، 2019–20
  - أبطال وطنيون: (2) 2015–16، 2019–20
- كأس الدوري الممتاز تحت 18 سنة
  - الفائز (2): 2018–19،[2] 2019–20

## وصلات خارجية
- Manchester City official website – Academy
- Manchester City Official website – Cityecademy
- The Manchester City academy way – These Football Times (2016)